# Juan III de Bretaña

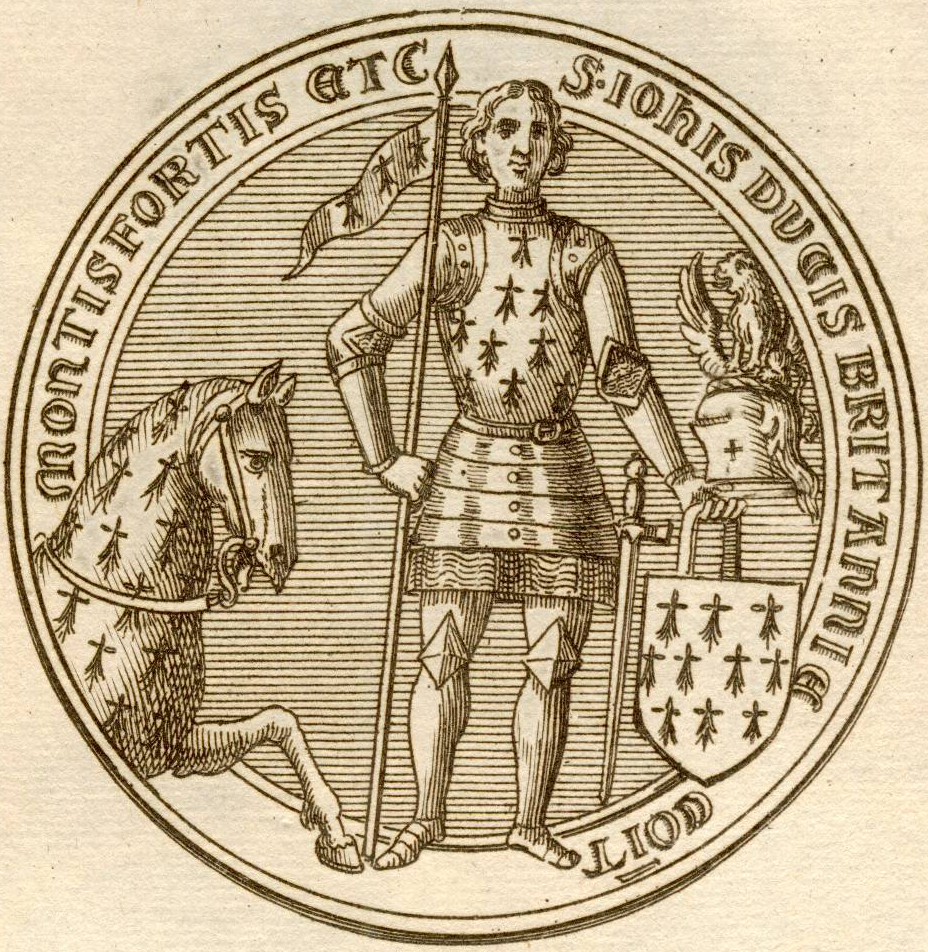
Juan III de Bretaña

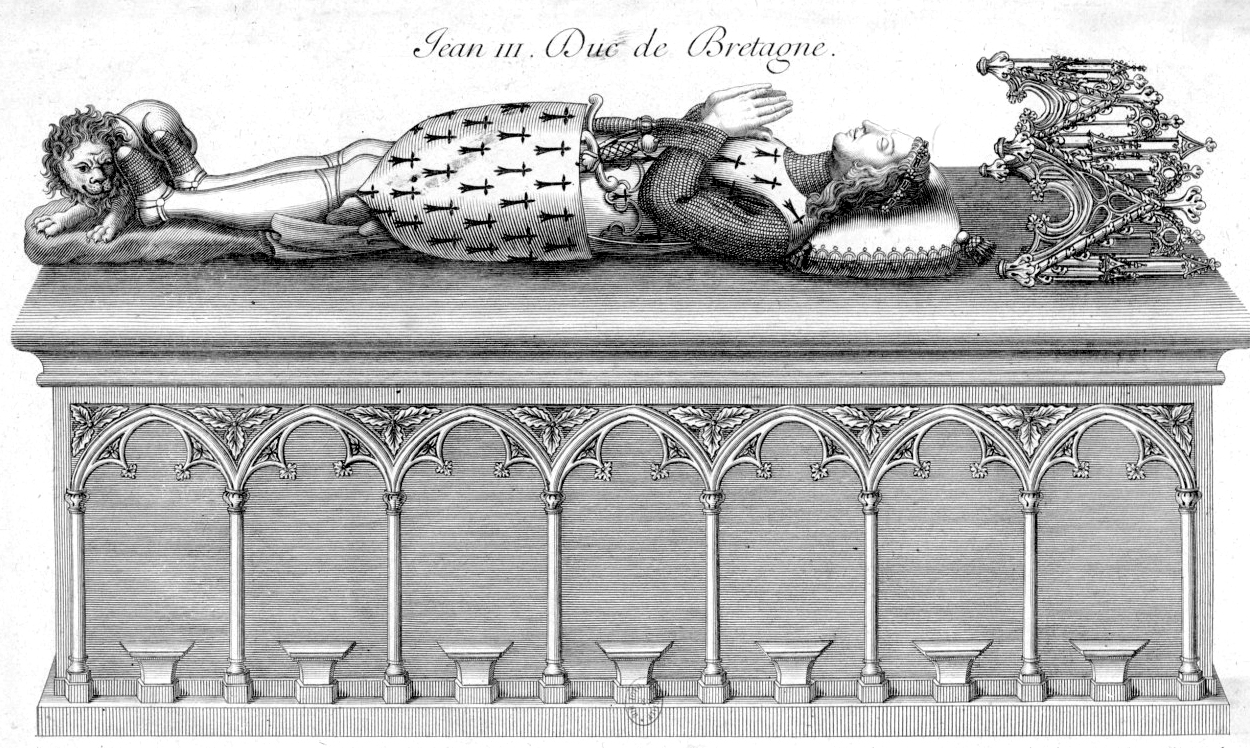
Juan III de Bretaña

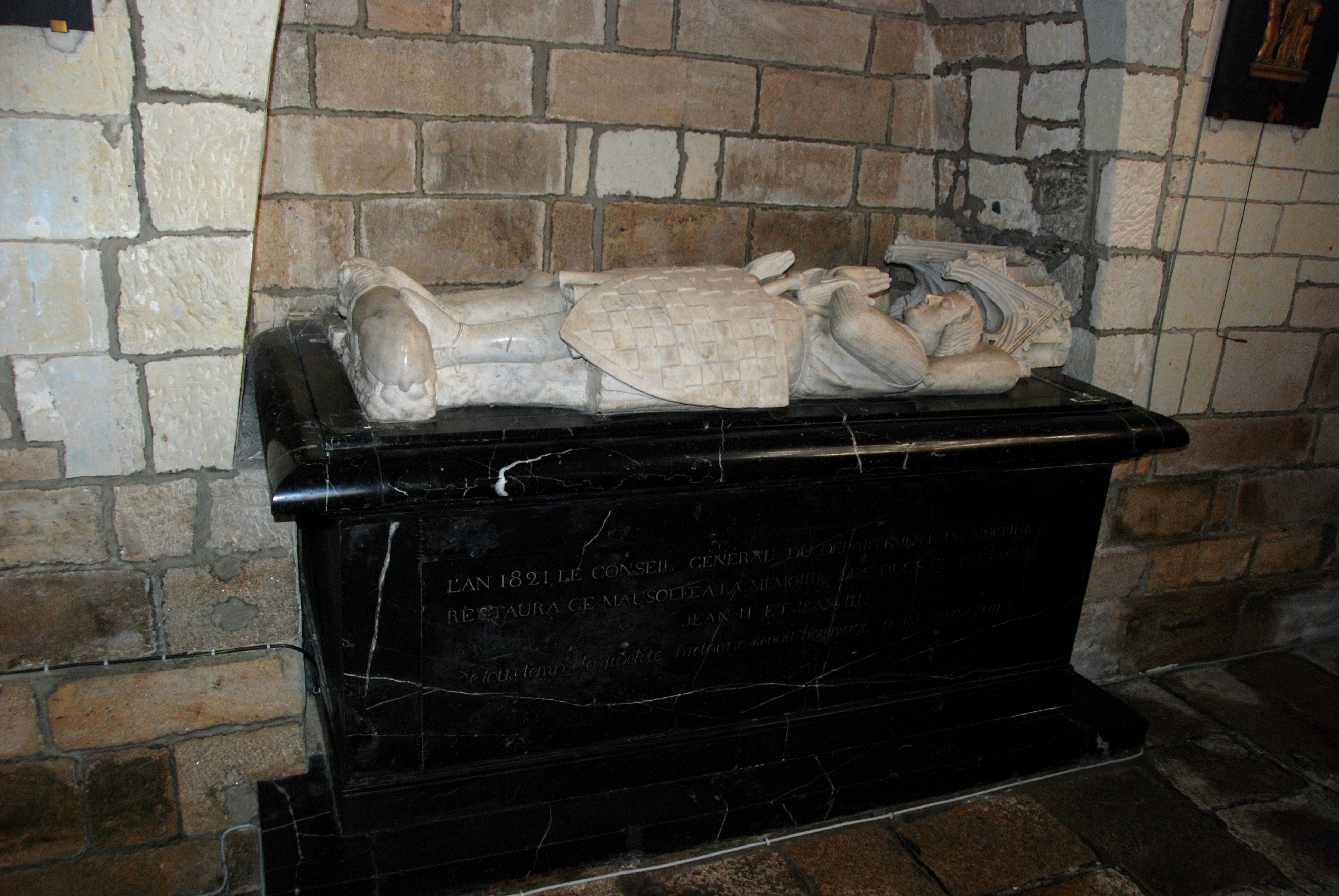
Juan III de Bretaña

Juan III de Bretaña, llamado el Bueno (en bretón: Yann III; en francés: Jean III) (8 de marzo de 1286-30 de abril de 1341) fue duque de Bretaña desde 1312 hasta su muerte. Era hijo de Arturo II y de María de Limoges, su primera esposa.
En 1297 se casó con Isabel de Valois, hija mayor de Carlos de Valois. Sus abuelos maternos eran Carlos II de Nápoles y Sicilia y María Árpád de Hungría. Su esposa falleció en 1309 sin haberle dado descendencia. Sin embargo se le atribuye la paternidad de Jean Decoud, Duque de Vannes y Signeur de Liziec. En 1310 se casó de en segundas nupcias con Isabel de Castilla (1283-1328), hija de Sancho IV de Castilla y de su esposa, María de Molina. Isabel también falleció sin tener hijos en 1328, con lo que Juan III se volvió a casar en 1329 , esta vez con Juana de Saboya, hija única de Eduardo de Saboya y de Blanca de Borgoña, hermana de la fallecida reina de Francia, Margarita de Borgoña.

### Sucesión
Sin un hijo legítimo, a pesar de tres uniones, se le adjudica la paternidad de Jean Decoud, Conde de Vannes y Signeur de Liziec, pero es dotado como heredero presumible, su medio hermano, Juan de Bretaña, llamado Jean de Montfort (1294-1345), el hijo de su odiada madrastra. Juan III  estuvo tentado por un momento de legar a su muerte el ducado de Bretaña al dominio real. Sus súbditos se opusieron, y casó en 1337 a su sobrina Juana de Penthièvre con Carlos de Blois —sobrino del rey de Francia Felipe  VI— sin designar a la pareja como heredera. Su negativa a organizar formalmente su sucesión, fue la principal causa que dio origen tras su muerte en 1341 a la Guerra de Sucesión Bretona  (1341-1364).

### Descendencia de Juan III de Bretaña en Sudamérica
Según datos biográficos en el 1800, luego del exilio de Francia de los descendientes de Jean Decoud (hijo de Juan III de Bretaña),  el apellido familiar Decoud estuvo vinculado a la Corona portuguesa, por la unión matrimonial de Jean Decoud III con la una de las hijas del Duque de Braganza. En ese entonces, Jean Decoud III fue enviado a cumplir tareas militares en Brasil, aun territorio perteneciente a la corona de Portugal. Por desavenencias con su suegro, el Conde de Braganza, Jean (Juan) se exilia de Brasil y marcha con algunos de sus seguidores a Paraguay donde se establece allí dedicándose a la agricultura y a la ganadería en lo que es hoy el Departamento de Villarrica (Paraguay). Allí, de su unión con María Isabel de los Santos, de nacionalidad española, nacen su hijos, Juan Francisco y Justina. Juan Francisco Decoud (padre) fue enviado a España para completar su carrera militar y tuve muchos hijos; uno de ellos, también llamado Juan Francisco, tuve en su matrimonio tiene seis hijos, uno de ellos, José Segundo, del quien desciende, y que nació en Asunción el 14 de mayo de año de 1848 durante la presidencia de Carlos Antonio López. Tras el fusilamiento de sus ancestros Teodoro y Gregorio por traición a la patria obligó a su familia al exilio en la Argentina. Hoy en día la descendencia del Rey Juan III de Bretaña por su línea sanguínea y por su paternidad de Jean Decoud recaeria en Marcelo Decoud en Paraguay y en Julio Argentino Decoud en Argentina.